# 로버트 라비아

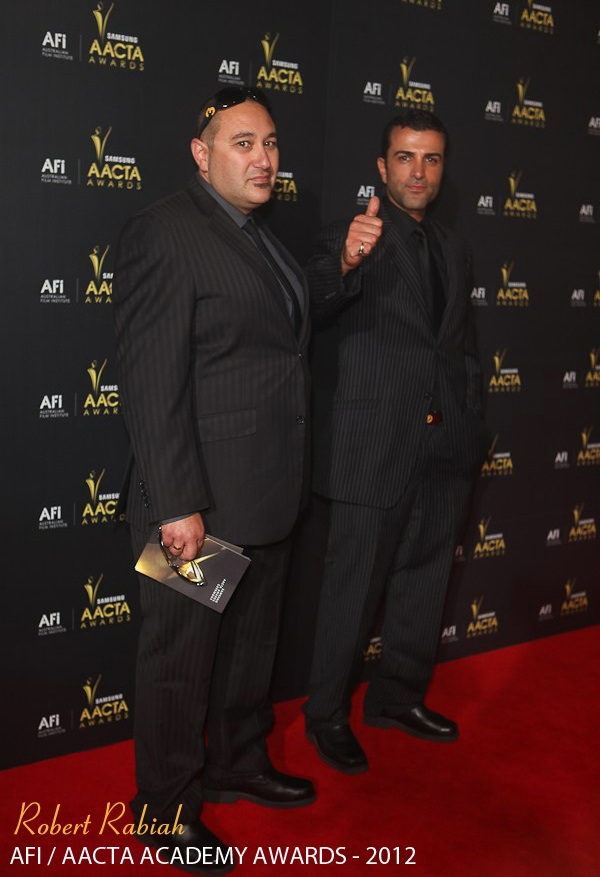

로버트 러바이아(Robert Rabiah, 영어 발음: /rəˈbaɪə/, 1986년 ~ )는 오스트레일리아의 배우, 디스크 자키이다.

## 영화
- 지하 세계의 인디아나 존스 (1999, Journey to the Center of the Earth)
- 차퍼 (2000년)
- 그날이 오면 (2000, On the Beach)
- Under the Radar (2004) - 마리오 역
- Face to Face (2011) - 하킴 역
- 랜드 오브 배드 (Land of Bad) (2024) - 하시미 사이드 역